# Атлас, Валерий
Валерий Атлас (род. 16 апреля 1968, Гродно) — австрийский шахматист, международный мастер (1992). Двукратный победитель командного чемпионата Австрии (2003/04, 2013/14) в составе команды «Хоэнэмс» (Schachklub Hohenems).
Тренировался у Э. Зелькинда, Т. Головей, С. Юферова. Окончил факультет радиофизики и электроники 
Белорусского университета и факультет философии международной Академии в Лихтенштейне. В составе сборных Лихтенштейна (1994 и 1996) и Австрии (2008) участник 3-х Олимпиад.
Был секундантом Б. Гельфанда.
В 1997 году переехал в Австрию. 
Брат-близнец Дмитрий Атлас также играет в шахматы (мастер ФИДЕ). 

## Спортивные достижения
| Год       | Город      | Турнир                                                                | + | − | = | Результат | Место |
| --------- | ---------- | --------------------------------------------------------------------- | - | - | - | --------- | ----- |
| 1988      |            | Мемориал Сокольского                                                  |   |   |   |           | [ 4 ] |
| 1989      | Краматорск | IV Всесоюзные спортивные игры молодежи (в составе сборной Белоруссии) |   |   |   |           | 2     |
| 1994      | Москва     | 31-я олимпиада                                                        | 9 | 2 | 2 | 10 из 13  |       |
| 1996      | Ереван     | 32-я олимпиада                                                        | 5 | 5 | 3 | 6½ из 13  |       |
| 2003/2004 |            | Командный чемпионат Австрии (в составе команды Хоэнэмс)               | 3 | 1 | 7 | 6½ из 11  | 1     |
| 2007      | Ираклион   | 16-й командный чемпионат Европы (сборная Австрии, 2-я доска)          | 1 | 1 | 5 | 3½ из 7   |       |
| 2008      | Дрезден    | 38-я олимпиада                                                        | 2 | 4 | 2 | 3 из 8    |       |

## Изменения рейтинга
| Графики недоступны из-за технических проблем. См. информацию на Фабрикаторе и на mediawiki.org. |